# Гемба Андрій
Андрій Гемба (бл. 1885 — бл. 1934) — український кобзар.

## Життєпис
Андрій Гемба народився приблизно у 1885 році. Навчався у слобідського кобзаря Івана Кучугура-Кучуренка. Привалов у нього записав репертуар та дані про бандуру. Відповідно до інших даних, він був грамотною людиною, яка цікавилася грою на бандурі (любитель гри на кобзі) та жила в Петербурзі.